# Leraar in opleiding
Een Leraar in opleiding, kortweg Lio, is een laatste jaarsstudent aan een lerarenopleiding die doorgaans tegen betaling  zijn of haar praktijkstage loopt.

## Nederland
De lio, doorgaans een vierdejaarsstudent, zorgt voor een bepaalde periode zelfstandig het onderwijs voor één of meerdere klassen. Het kan zowel gaan om een stage in het basisonderwijs als in het middelbaar onderwijs. Deze student is nog niet in het bezit van een onderwijsbevoegdheid, maar mag wel lesgeven (waarbij directe begeleiding van een docent niet vereist is).

## Vlaanderen
Hier betreft in Vlaanderen een student in het laatste jaar  van zijn Bachelor , die een begeleide stage loopt in het secundair onderwijs. Het aantal stage-uren in de regentenopleiding werd sedert 2006-2007 fors uitgebreid, zodat de student eigenlijk zijn laatste jaar opleiding grotendeels "op het terrein" krijgt. Omdat de secundaire scholen daardoor eigenlijk een deel van het werk van de hogescholen overnemen, krijgen zij daarvoor extra uren-leerkracht toegewezen voor het (gedeeltelijk) vrijstellen van een "mentor" voor de aankomende leerkrachten.